# 大河坝黑药草
大河坝黑药草（学名：Roegneria melanthera var. tahopaica）为禾本科鹅观草属下的一个变种。

## 扩展阅读
- 維基物種上的相關：大河坝黑药草